# Lijst van rijksmonumenten in Castricum (gemeente)
De Nederlandse gemeente Castricum telt 49 inschrijvingen in het rijksmonumentenregister. Hieronder een overzicht.

## Akersloot
De plaats Akersloot telt 5 inschrijvingen in het rijksmonumentenregister.
| Object                         | Oorspronkelijke functie?  | Bouwjaar     | Architect       | Locatie              | Coördinaten?                  | Nr.?   | Afbeelding          |
| ------------------------------ | ------------------------- | ------------ | --------------- | -------------------- | ----------------------------- | ------ | ------------------- |
| Transformatorgebouw            | Nutsbedrijf               | 1919         | J.B. van Loghem | Sluisweg bij 3       | 52° 33' 10" NB, 4° 43' 23" OL | 517889 | Transformatorgebouw |
| Eenvoudige woning met zadeldak | Werk-woonhuis             | 17e/19e eeuw |                 | Buurtweg 15          | 52° 33' 43" NB, 4° 43' 44" OL | 7086   | Meer afbeeldingen   |
| Nederlands Hervormde Kerk      | Kerk en kerkonderdeel     | 1836         | H.H. Dansdorp   | Dielofslaantje 4     | 52° 33' 39" NB, 4° 43' 46" OL | 7087   | Meer afbeeldingen   |
| Grenspaal                      | Grensafbakening           | 18e eeuw     |                 | Grenspaal Fielkerweg | 52° 33' 58" NB, 4° 44' 14" OL | 7088   | Grenspaal           |
| Noordermolen                   | Industrie- en poldermolen | 1589         |                 | Hoogegeest 47        | 52° 34' 45" NB, 4° 44' 25" OL | 7089   | Meer afbeeldingen   |

## Bakkum-Noord
De plaats Bakkum-Noord telt 1 inschrijving in het rijksmonumentenregister.
| Object                               | Oorspronkelijke functie? | Bouwjaar | Architect | Locatie      | Coördinaten?                  | Nr.?   | Afbeelding                           |
| ------------------------------------ | ------------------------ | -------- | --------- | ------------ | ----------------------------- | ------ | ------------------------------------ |
| Voormalig koloniehuis "St. Antonius" | Gezondheidszorg          | 1934     | J.B. Fels | Heereweg 114 | 52° 34' 23" NB, 4° 39' 12" OL | 524129 | Voormalig koloniehuis "St. Antonius" |

## Castricum
De plaats Castricum telt 39 inschrijvingen in het rijksmonumentenregister. Zie Lijst van rijksmonumenten in Castricum (plaats) voor een overzicht.

## Limmen
De plaats Limmen telt 4 inschrijvingen in het rijksmonumentenregister.
| Object                                                    | Oorspronkelijke functie? | Bouwjaar       | Architect | Locatie            | Coördinaten?                  | Nr.?   | Afbeelding        |
| --------------------------------------------------------- | ------------------------ | -------------- | --------- | ------------------ | ----------------------------- | ------ | ----------------- |
| Hervormde Kerk                                            | Kerk en kerkonderdeel    | 1598 of eerder |           | Zuidkerkenlaan 23  | 52° 33' 51" NB, 4° 41' 37" OL | 25890  | Meer afbeeldingen |
| Pastorie, onderdeel van het kerkcomplex 'Sint Cornelius'. | Kerkelijke dienstwoning  | 1902           |           | Dusseldorperweg 74 | 52° 34' 19" NB, 4° 42' 3" OL  | 516064 | Meer afbeeldingen |
| Sint Cornelius                                            | Kerk en kerkonderdeel    | 1901-1902      | P. Snel   | Dusseldorperweg 76 | 52° 34' 19" NB, 4° 42' 3" OL  | 516065 | Meer afbeeldingen |
| Stolpboerderij "Vredeburg"                                | Boerderij                | 1869           |           | Dusseldorperweg 64 | 52° 34' 15" NB, 4° 42' 2" OL  | 516066 | Meer afbeeldingen |

Aalsmeer ·
Alkmaar ·
Amstelveen ·
Amsterdam ·
Bergen ·
Beverwijk ·
Blaricum ·
Bloemendaal ·
Castricum ·
Den Helder ·
Diemen ·
Dijk en Waard ·
Drechterland ·
Edam-Volendam ·
Enkhuizen ·
Gooise Meren ·
Haarlem ·
Haarlemmermeer ·
Heemskerk ·
Heemstede ·
Heiloo ·
Hilversum ·
Hollands Kroon ·
Hoorn ·
Huizen ·
Koggenland ·
Landsmeer ·
Laren ·
Medemblik ·
Oostzaan ·
Opmeer ·
Ouder-Amstel ·
Purmerend ·
Schagen ·
Stede Broec ·
Texel ·
Uitgeest ·
Uithoorn ·
Velsen ·
Waterland ·
Wijdemeren ·
Wormerland ·
Zaanstad ·
Zandvoort